# Luo Pin

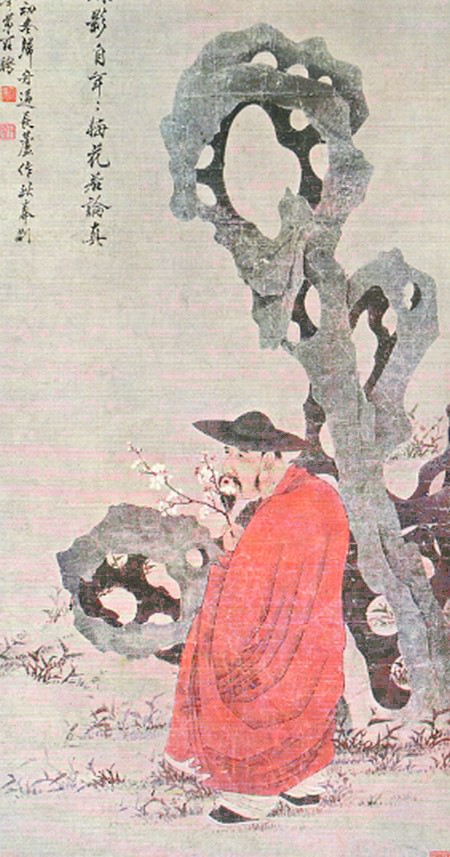
Retrat de Yi-an, amic de l'artista

Luo Pin (xinès simplificat: 罗聘; xinès tradicional: 羅聘; pinyin: Luó Pìn) fou un pintor xinès que va viure sota la dinastia Qing, i va néixer el 1733 i va morir el 1799. Oriünd de Ganquan, actualment Yangzhou, província de Jiangsu. Orfe ben aviat de pare i mare, va tenir una infància dura, però gràcies al seu talent va poder introduir-se en cercles artístics. Va refusar càrrecs de l'administració, va patir dificultats econòmiques i va vendre pintures per subsistir.
Com a pintor, va destacar amb temes budistes, paisatges, persones i vegetació (pruneres i bambús). Va estudiar pintura amb Jin Nong, però el seu estil es considera molt diferenciat. És el més jove i una de les grans figures del col·lectiu Els vuit excèntrics de Yangzhou, que es caracteritzava per ignorar les normes artístiques imperants i pel seu individualisme.